# Nyra
Nyra (norwegisch für Niere) ist eine Insel vor der Ingrid-Christensen-Küste des ostantarktischen Prinzessin-Elisabeth-Lands. Sie ist die größte der Nyreholmane östlich des Publications-Schelfeises im südöstlichen Teil der Prydz Bay.
Norwegische Kartografen, die sie auch deskriptiv benannten, kartierten sie im Detail anhand von Luftaufnahmen, die bei der Lars-Christensen-Expedition 1936/37 entstanden.